# 塞尼欧维涅
塞尼欧维涅（法語：Cesny-aux-Vignes，法語發音：[sɛni o viɲ] ⓘ）是法国卡尔瓦多斯省的一个市镇，属于卡昂区。

## 地理
塞尼欧维涅（49°5'22"N, 0°7'13"W）面积4.19 平方千米，位于法国诺曼底大区卡爾瓦多斯省，该省份为法国西北部沿海省份，北濒大西洋英吉利海峡，东北与滨海塞纳省以海上边界相接，东临厄尔省，南至奧恩省，西与芒什省接壤。
与塞尼欧维涅接壤的市镇（或旧市镇、城区）包括：韦济、瓦朗布赖、梅济东瓦莱多日。

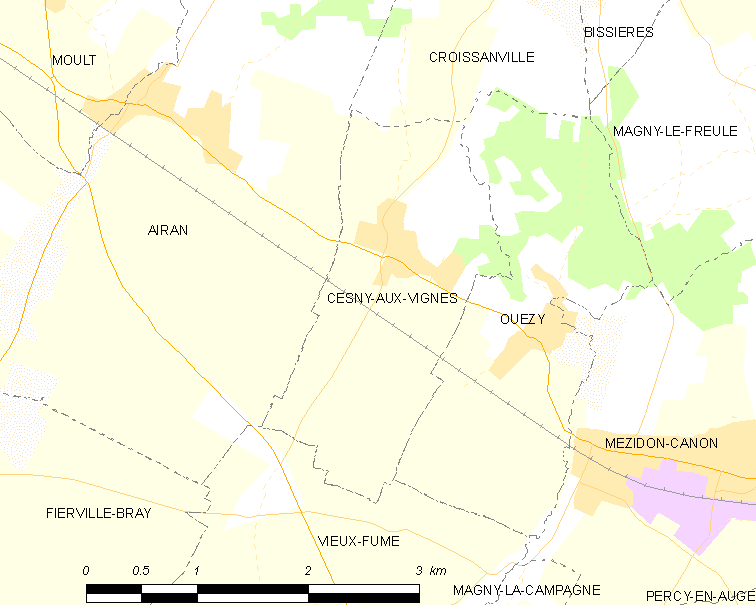
塞尼欧维涅的OSM定位图

塞尼欧维涅的时区为UTC+01:00、UTC+02:00（夏令时）。

## 行政
塞尼欧维涅的邮政编码为14270，INSEE市镇编码为14149。

## 政治
塞尼欧维涅所属的省级选区为特罗阿恩县。

## 人口

1962-2008年间塞尼欧维涅人口变化图示

塞尼欧维涅于2022年1月1日时的人口数量为419人。